# Hippidae
Hippidae is een familie van kreeftachtigen uit de klasse van de Malacostraca (hogere kreeftachtigen).

## Geslachten
- Emerita Scopoli, 1777
- Hippa Fabricius, 1787
- Mastigochirus Miers, 1878